# Le Fau

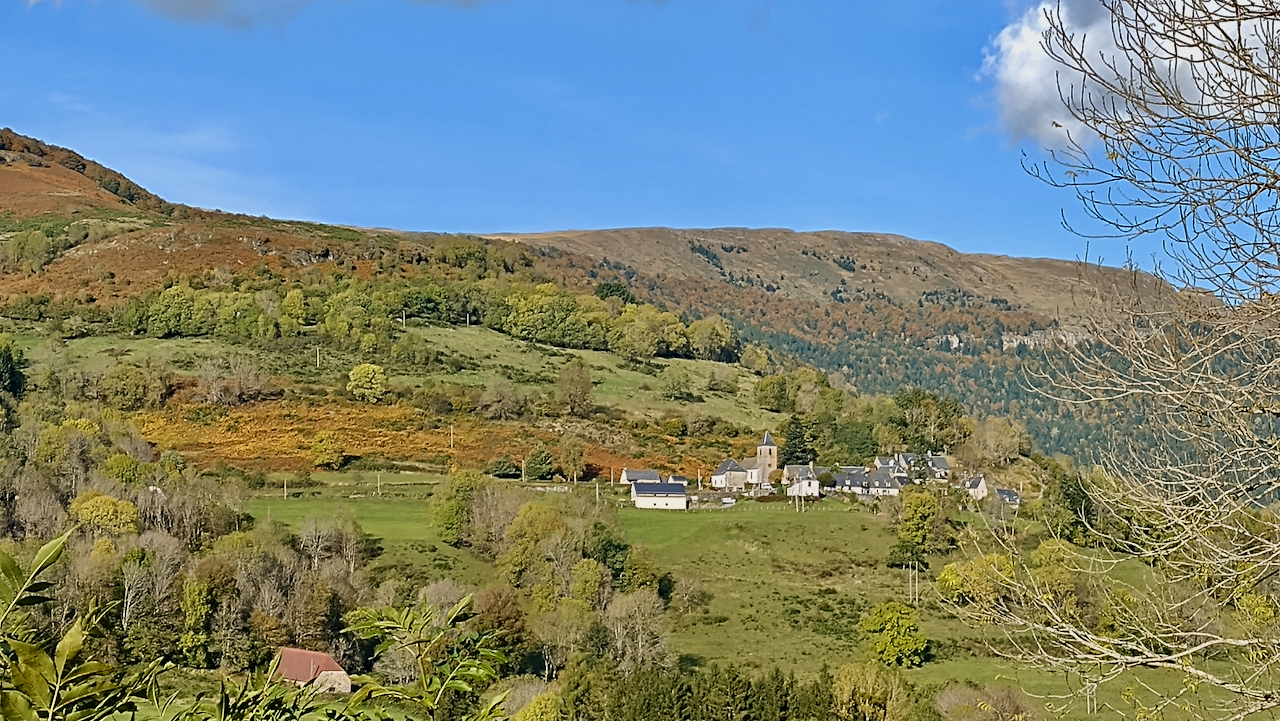
Le Fau (2024)

Le Fau ist eine französische Gemeinde mit 31 Einwohnern (Stand 1. Januar 2022) im Département Cantal in der Region Auvergne-Rhône-Alpes (vor 2016 Auvergne). Sie gehört zum Kanton Mauriac im Arrondissement Mauriac.

## Lage
Le Fau liegt etwa 24 Kilometer nordnordöstlich von Aurillac in der Landschaft Monts du Cantal. Im östlichen Gemeindegebiet entspringt das Flüsschen Aspre und durchquert das Gebiet in westlicher Richtung.
Nachbargemeinden sind Saint-Paul-de-Salers im Nordwesten und Norden, Le Falgoux im Norden und Osten, Saint-Projet-de-Salers im Süden und Südwesten sowie Fontanges im Westen.

## Bevölkerungsentwicklung
| Jahr                       | 1962 | 1968 | 1975 | 1982 | 1990 | 1999 | 2006 | 2011 | 2019 |
| -------------------------- | ---- | ---- | ---- | ---- | ---- | ---- | ---- | ---- | ---- |
| Einwohner                  | 214  | 152  | 89   | 80   | 60   | 37   | 29   | 26   | 28   |
| Quellen: Cassini und INSEE |      |      |      |      |      |      |      |      |      |

## Sehenswürdigkeiten
- Kirche Saint-Roch aus dem 19. Jahrhundert